# Centrale idroelettrica di Mese
La centrale Idroelettrica di Mese è una centrale idroelettrica italiana costruita nel 1927, a Mese, provincia di Sondrio.

## Caratteristiche
L'impianto è il più grande della Valchiavenna e all'epoca dell'inaugurazione era la più potente d'Europa, tanto che alla cerimonia era presente anche il Principe Umberto di Savoia.
La sua potenza è di 172,6 MW e può produrre fino a 523 milioni di kWh.
La centrale riceve tutta l'acqua dalla valle del Liro.
Nel 2008 sono stati fatti lavori di manutenzione per l'ottenimento dei certificati verdi.